# Newe Dan
Newe Dan (hebr. שיכון דן; Odbudowany Dan) – osiedle mieszkaniowe w Tel Awiwie, znajdujące się na terenie Dzielnicy Drugiej.

## Położenie
Osiedle leży na nadmorskiej równinie Szaron. Jest położone w północno-wschodniej części aglomeracji miejskiej Tel Awiwu, na północ od rzeki Jarkon. Południową granicę osiedla stanowi ulica Raoul Wallenberg i rzeka Jarkon, za którymi znajduje się miasto Bene Berak. Wschodnią granicę wyznacza ulica Mishmar HaYarden, za którą znajduje się osiedle Jisgaw. Na północy za ulicą Petahiah Miregensburg znajduje się osiedle Revivim. Zachodnią granicę stanowi droga nr 482  (Tel Awiw-Herclijja), za którą znajdują się osiedla Hadar Josef i Ne’ot Afeka.

## Historia
Osiedle zostało utworzone w 1940 na gruntach zakupionych w 1933 przez agencję Teibr od arabskiej wioski Abu Kishka (arab. ابو كشك). Było to pierwsze osiedle Tel Awiwu, tak daleko położone na północy.
W 1945 w południowej części osiedla, nad rzeką Jarkon, utworzono dużą zajezdnię autobusową. W latach 50. XX wieku nastąpiła rozbudowa osiedla.

## Architektura
Zabudowa osiedla składa się z niewysokich budynków mieszkalnych, w większości przeznaczonych dla 6-8 rodzin.
około 500 jednorodzinnych domów. Jest także kilka domów dwu-rodzinnych. Było to pierwsze osiedle utworzone w północno-wschodniej części Tel Awiwu. Znajdowało się ono poza strefą bezpieczeństwa miasta, i dlatego kierując się względami bezpieczeństwa, wszystkie tutejsze ulice zaczynają się i kończą na ulicy Cahala, która jest główną ulicą osiedla.
Znajdują się tutaj trzy parki: Jehuda Garden, Gur Sharon Garden oraz Moda'i Park.

## Edukacja
W osiedlu znajduje się szkoła podstawowa Kalisher oraz gimnazjum Ironi Yud Dalet.

## Religia
Przy ulicy Israel Ashkenazi jest synagoga.

## Gospodarka
W zachodniej części osiedla jest centrum handlowe z apteką.

## Transport
Przez osiedle przechodzi droga nr 482  (Tel Awiw-Herclijja), którą jadąc na północ dojeżdża się do autostrady nr 5  (Tel Awiw-Ari’el). Natomiast jadąc ulicą Avraham Shlonsky na zachód dojeżdża się do autostrady nr 20  (Ayalon Highway).
W południowej części osiedla znajduje się zajezdnia autobusowa Dan.
W pobliżu osiedla znajduje się stacja kolejowa Bene Berak.